# Charles Ritchie Russell, Baron Russell of Killowen
Charles Ritchie Russell, Baron Russell of Killowen, PC (* 12. Januar 1908; † 23. Juni 1986) war ein britischer Jurist, Lordrichter und Mitglied des House of Lords.

## Leben
Russell wurde als einziger Sohn von Frank Russell und dessen Frau Mary Emily Ritchie geboren. Sein Großvater väterlicherseits war Charles Russell, Baron Russell of Killowen, der ebenfalls Lord of Appeal in Ordinary sowie Lord Chief Justice of England and Wales war, während sein Großvater mütterlicherseits der Politiker Charles Thomson Ritchie war.
1962 wurde Russell zum Privy Counciler und im selben Jahr zum Richter am Court of Appeal ernannt, eine Stellung, die er bis 1975 innehatte. Am 30. September 1975 wurde er als Life Peer mit dem Titel Baron Russell of Killowen, of Killowen in the County Down, in das House of Lords berufen. Russell war ein guter Freund von Richard Wilberforce, Baron Wilberforce.